# Jubileum

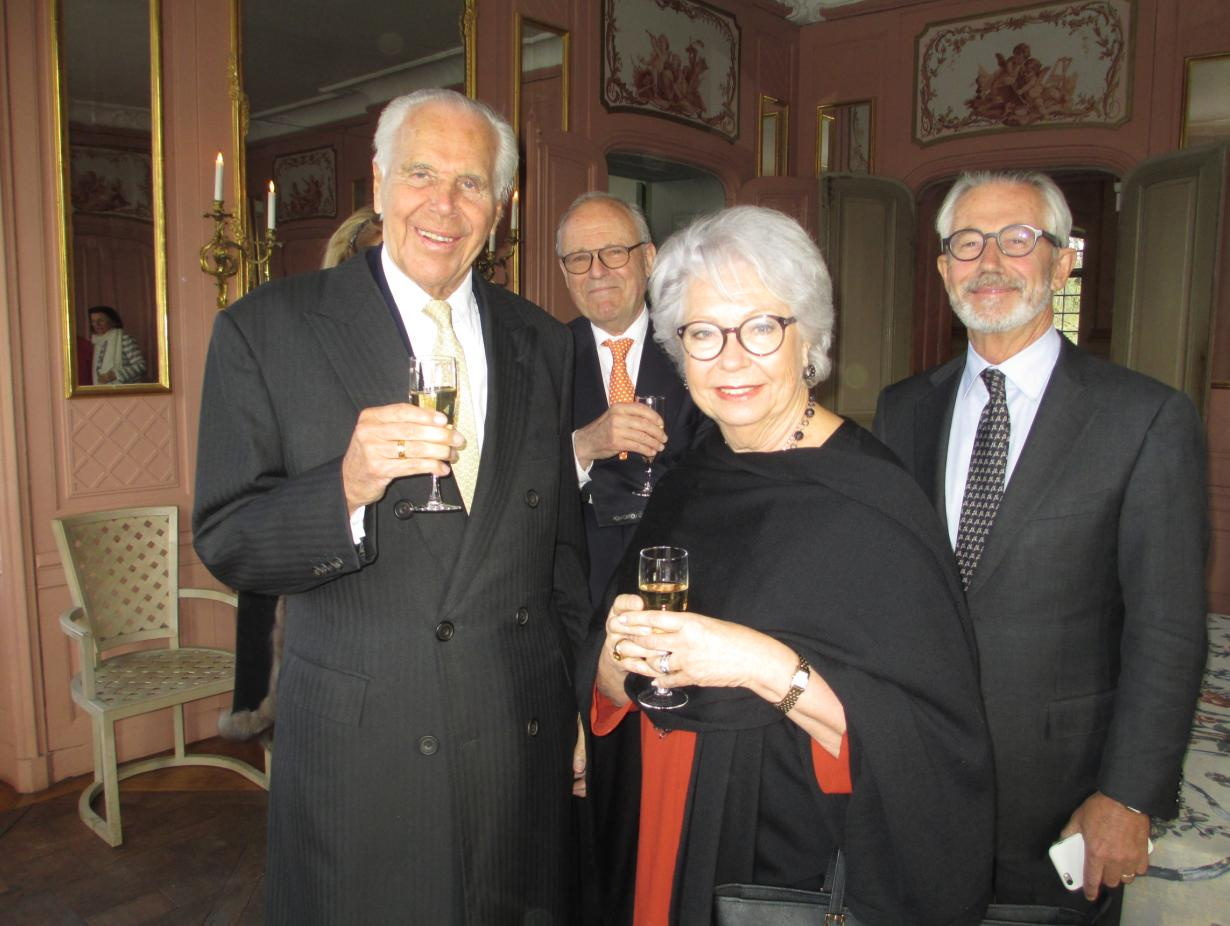
Nyckelpersoner i dess renovering bevistar 2016 Ulriksdals slottsteaters 40-årsjubileum, med Anders Wall och prinsessan Christina, fru Magnuson i spetsen.

Jubileum är då man firar att det gått en viss tid, oftast ett visst antal år, sedan något hände, till exempel att ett land blev självständigt eller att ett företag bildades. Jubileum är oftast förknippade med positiva händelser, även om man ibland till exempel uppmärksammar årsdagen av första eller andra världskrigets utbrott. Exempelvis kan tioårsdagen av ett äktenskap betraktas som ett jubileum.
Begreppet "jubileum" går tillbaka på det bibliska jubelåret som enligt tredje Moseboken skall firas var femtionde år. Vid påbörjandet av dessa år blåstes i speciella vädurshorn, benämnda jovel, varifrån orden jubel och jubileum härstammar.
Då en människa fyller år talar man dock oftast om födelsedagskalas. Däremot kan man efter en känd persons död tala om jubileum, till exempel uppmärksammades 2007 att det var 100 år sedan den svenska barnboksförfattarinnan Astrid Lindgren föddes 1907, och det är oftast födelsedagen, inte dödsdagen, som uppmärksammas.
Ordet jubileum används inte vid tragiska händelser. I det fallet kallar man detta istället ”årsminne”.